# Horst (Toponym)
Der oder die Horst ist eine leicht erhöhte, herausragende und zumeist bewachsene Stelle in Feuchtgebieten oder ein Gehölz, bzw. ist die Endung -horst als Bestandteil von Ortsnamen ein Hinweis auf ehemalige Flurformen.

## Etymologie
Horst ist abgeleitet aus dem alt- und mittelhochdeutschen Wort hurst mit der ursprünglichen Bedeutung „Strauchwerk“, in der Nähe zu harst (vgl. Hardt „bewaldeter Hang“, „Anhöhe“, „Waldweide“). Insofern kann Horst verschiedenes bezeichnen:
- im allgemeinen Sinne eine Strauch- oder Gebüschgruppe
- eine Gruppe von Bäumen, die sich in Alter, Wuchs und Holzart von ihrer Umgebung unterscheiden und eine Einheit bilden (vgl. Hain)
- ein Hudewald oder – forstlich – den Niederwald[5]
- den Gesamtholzbestand eines Waldreviers, wenn dieser keinen geschlossenen Bestand bildet (vgl. Forst, Holz)
- einen Bult: dicht beieinander stehende Grasbüschel, die immer höher aufwachsen (Horst im heutigen botanischen Sinne)
- im Niederdeutschen auch den Schlag, die Stubbenflur mit Baumstrünken
- im Obersächsischen auch eine Erhöhung im Feuchtland („ein haufen sand oder erde, den besonders das wasser zusammengeführt hat“, wohl über den Bewuchs[2])
- Krüppelwuchsformen (vgl. Knick für Gebüsch)
- allgemein Ödland

Dieses Wort ist in ehemaligen Sumpf-, Moorgebieten oder feuchten Niederungen ein typischer Name der Moorbesiedlung, sonst vielleicht Rodungsname oder allgemein-beschreibende Flurbezeichnung.

## Varianten
- -host, -ost (niederdeutsch)
- -hurst[6] (auch englisch, Ewhurst, Surrey, England „Eiben-Gehölz“)
- Bult, niederdeutsch
- Donk, der entsprechende Begriff am Niederrhein wie im niederländischen Sprachgebiet

## Ortsnamen
Beispiele:
siehe Horst (Begriffsklärung) – Übersicht über geografische Objekte namens Horst
- Delmenhorst („Gehölz an der Delme“)
- Fahlhorst, Ort im Landkreis Potsdam-Mittelmark
- Freckenhorst, Ort im Kreis Warendorf, Ortsteil von Warendorf
- Langenhorst, Stadtteil von Ochtrup im Kreis Steinfurt
- Isselhorst, Stadtteil von Gütersloh („Gehölz der Gisela“ oder „des Giselher“)
- Kreuzhorst, NSG mit Auenwald in Magdeburg
- Karlshorst, Stadtteil von Berlin
- Havekost („Habicht-Horst“)
- Gamshurst, Stadtteil von Achern
- Legelshurst, Ortsteil von Willstätt, beide Ortenaukreis am Rande des Schwarzwaldes
- die 24 Horste im Drömling, siehe dort Mittelalter und Neuzeit